# Tours Sisters
Les tours Sisters est le nom d'un projet de gratte-ciel situés à Courbevoie dans le quartier d'affaires de La Défense (Hauts-de-Seine, France), composé d'une tour de bureaux de 229 mètres (219 mètres depuis la dalle) et d'un hôtel de 131 mètres (121 mètres depuis la dalle) de haut reliés par une passerelle. Ce nouveau projet, développé par Unibail-Rodamco et dont l'architecte est Christian de Portzamparc, remplace celui de la tour Phare.

## Historique
À la suite de l'annulation de la Tour Phare, ce projet est créé par l'architecte Christian de Portzamparc sous l'ordre du développeur Unibail en 2015. La passerelle Carpeaux, reliant La Défense à Courbevoie et qui devait être détruite dans le cadre du projet Tour Phare, est maintenue dans ce nouveau projet. Cette passerelle était l'objet d'un contentieux entre Unibail et la mairie de Courbevoie. En mars 2017, les tours Sisters obtiennent leur permis de construire. En novembre 2017, l'association Vision Grand Paris, traitant de projets architecturaux particuliers, annonce sur son site son soutien au projet.
En janvier 2019 démarre la démolition du viaduc du situé à l'emplacement de la tour de 131 m afin de préparer le terrain pour un réel démarrage des travaux. Mi-2020 le dégagement du terrain n'est pas terminé, le chantier étant à l'arrêt depuis 2019.
En février 2024, Unibail-Rodamco-Westfield annonce que le démarrage du projet n'aura pas lieu très prochainement, bien qu'il ne soit pas abandonné pour autant 
.

## Galerie

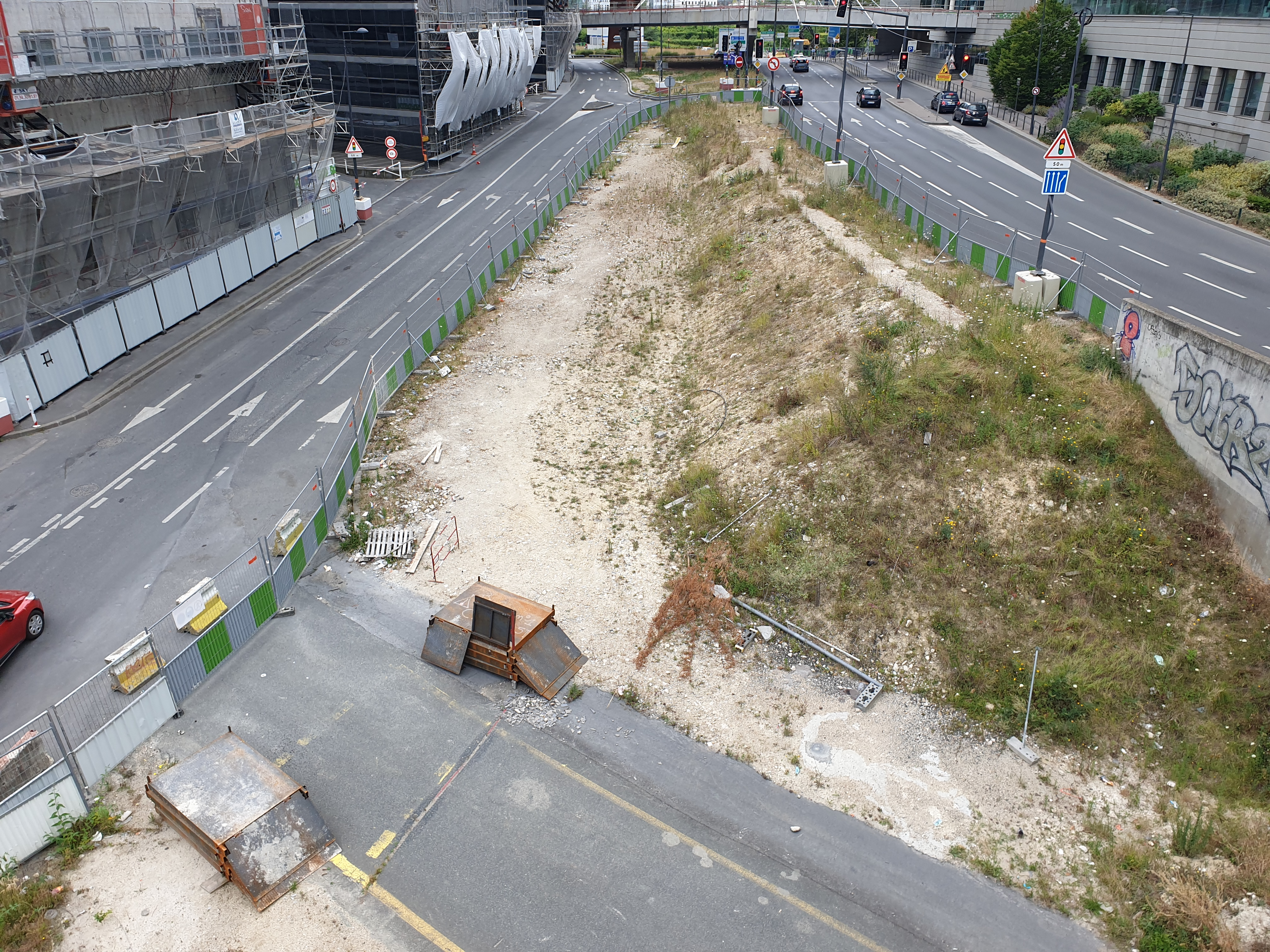
Localisation prévue pour la construction de la plus grande des deux tours Sisters, en juillet 2020.
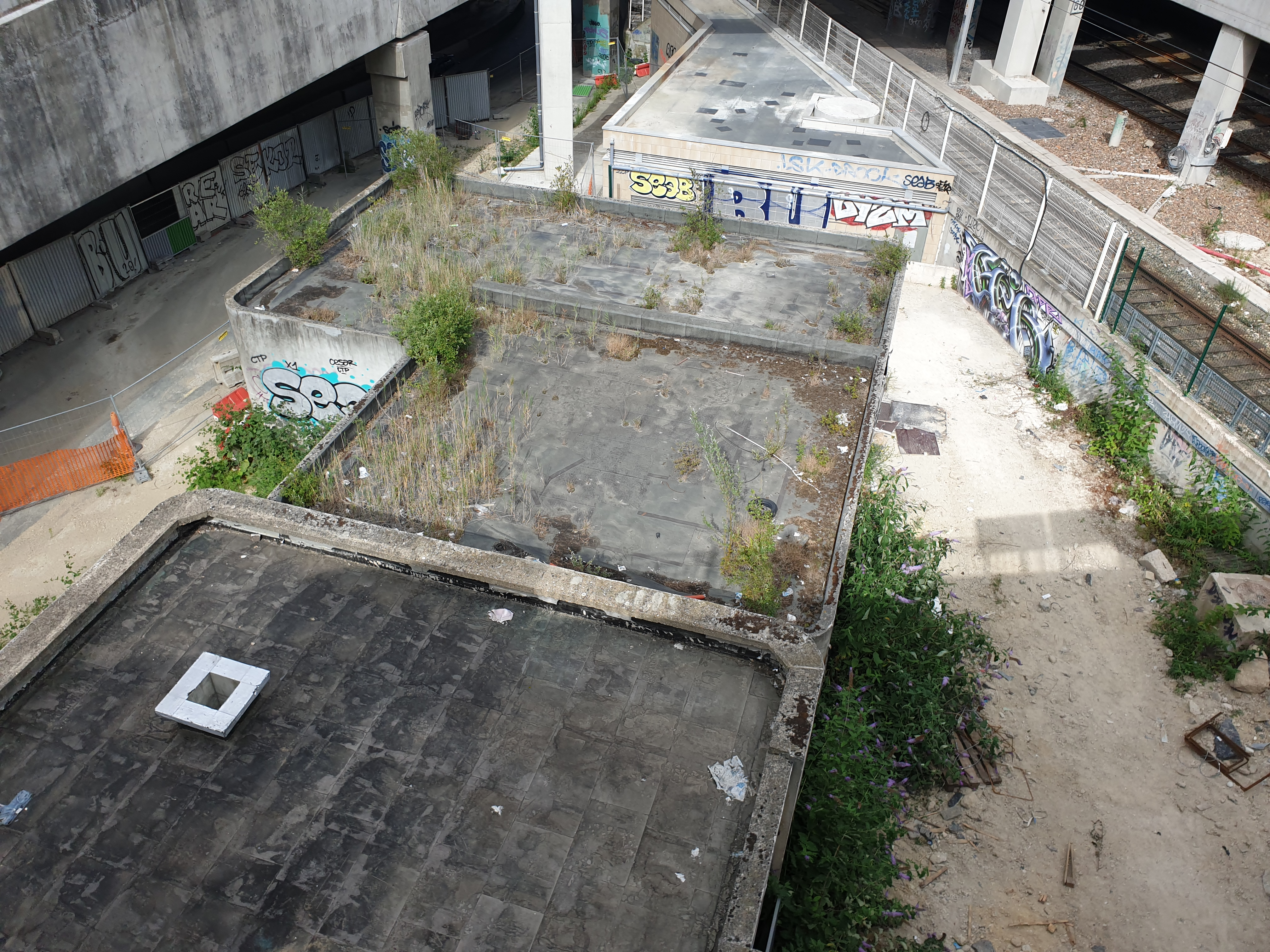
Localisation pour la plus petite tour, en juillet 2020.